# Michael Cohen (abogado)
Michael Dean Cohen (Long Island, 25 de agosto de 1966) es un abogado estadounidense que trabajaba como abogado y portavoz para el presidente de los Estados Unidos Donald Trump. Llegó a ser copresidente de Trump Entertainment Resorts y miembro de la junta de la Fundación Eric Trump, que trabaja para la salud de niños. Posteriormente se unió a The Trump Organization. Fue investigado federalmente por múltiples asuntos, incluyendo fraude bancario y vulneraciones de finanzas de la campaña, relacionando con los pagos que se hicieron a la actriz pornográfica Stormy Daniels, cargos por los que fue condenado en diciembre de 2018 a una pena de prisión de 3 años, 1,39  millones dólares en restitución, 500 000  dólares en decomiso y 100 000  dólares en multas.

## Educación y vida tempranas
Cohen creció en la ciudad de Lawrence en Long Island. Su madre era enfermera y su padre, sobreviviente del Holocausto, era cirujano. Recibió su BA de la Universidad Americana en 1988 y su Juris Doctor de la Escuela de ley Thomas M. Cooley en 1991, una institución entonces autónoma que más tarde se convertiría en la facultad de leyes de la Universidad Occidental de Míchigan. Es de ascendencia judía.

## Carrera

### Carrera legal y aventuras empresariales
Cohen empezó practicar ley de daño personal en Nueva York en 1992. En 2003, Cohen era un abogado en práctica privada y CEO de MLA Cruceros, Inc., y del Casino Atlántico. En 2003, cuando era candidato para el Consejo Municipal de Nueva York, proporcionó una biografía a la Finanza de Campaña de Ciudad de Nueva York Tablero para inclusión en la guía de los votantes, listándole copropietario de Financiación de Taxi Corp y una flota de taxis de la Ciudad de Nueva York. Cohen era socio empresarial en el negocio de taxi con Simon Garber.
En 2017, Cohen estuvo estimado para poseer al menos 34 medallones de taxia través de 17 compañías de responsabilidad limitada (LLCs). En abril de 2017, Evgeny Freidman dirigió las medallas todavía aguantadas por Cohen. Este arreglo acabado después de los taxi y Comisión de Limusina de la ciudad decidieron no para renovar licencias de Freidman. Entre abril y junio de 2017, el Ministerio de asuntos exteriores de Nueva York de Impuestos y Finanza archivó siete garantías de impuestos en contra de Cohen y su mujer por $ 37 434 en impuestos no pagados de taxi debido al MTA.
En 2006, Cohen era un abogado en la ley firme Phillips Nizer LLP. Ha trabajado en la empresa por un año antes de tomar un trabajo en The Trump Organization.
Durante su tiempo en la compañía, Cohen se desempeñaba como confidente de[Donald Trump, con una oficina en la Trump Tower. Cohen auxilió a Trump en su lucha con la junta de condominios en la Trump World Tower, con su apoyo se obtuvo exitosamente el control de la junta.
Cohen ha sido implicado en aventuras de inmueble en Manhattan, incluyendo compra y venta cuatro edificios de apartamento entre 2011 y 2014. El precio de compra total de los cuatro edificios era $ 11 millones y el precio de ventas total era $ 32 millones. Cohen vendió las cuatro propiedades en valores evaluados, en transacciones de dinero efectivo, a LLCs poseídos por personas cuyas identidades no son públicas. Después de que esto estuvo informado por McClatchy DC en octubre de 2017, Cohen dijo que cuatro propiedades estuvieron adquiridas por un poseedor de "inmueble de Nueva York fondo familiar" que pagado en metálico para las propiedades para obtener un impuesto diferido (Sección 1031) intercambio, pero no específicamente identificar el comprador.
En 2015, Cohen adquirió un edificio de apartamentos en el Upper East Side por 58 millones de dólares.

### Política
Cohen fue voluntario para la campaña presidencial de Michael Dukakis de 1988, era un interno para el congresista Joe Moakley, y votó a Barack Obama en 2008, aunque más tarde devenga decepcionado con Obama.
En 2003 sin éxito se postuló por el Partido Republicano para el Consejo Municipal de Nueva York del Cuarto Distrito de Consejo (a distrito de Manhattan). Recibió 4205 votos, y fue derrotado por la candidata demócrata Eva S. Moskowitz, quien recibió 13 745 votos. En 2010, Cohen brevemente hizo campaña para un asiento en el Senado de Nueva York. Fue demócrata hasta que se registró como republicano el 9 de marzo de 2017.

#### Caso Trump
El expediente de Trump y Rusia fue publicado en enero de 2017. Que alega que Cohen se reunió con funcionarios rusos en Praga en 2016 con el objetivo de pagar a los que habían hackeado el DNC y "encubrir todos los rastros de la operación de hackeo". El expediente contiene la inteligencia cruda, y se piensa extensamente que podría ser una mezcla de información exacta e inexacta. Cohen ha negado las acusaciones en su contra, afirmando que estaba en los Ángeles y en Nueva York entre el 23 y el 29 de agosto.
Sin embargo, el 13 de abril de 2018, la oficina de DC de los periódicos de McClatchy informó que el abogado especial Robert Mueller tiene pruebas de que Cohen viajó a Praga durante finales del verano de 2016, con dos fuentes que confirmaron este viaje secreto. Se dice que las pruebas demuestran que Cohen ingresó a la República Checa desde Alemania, y dado que ambos países están en el área de pasaporte de Schengen de la Unión Europea, Cohen no habría necesitado recibir un sello de pasaporte para entrar en territorio checo. El día siguiente, Cohen negó de nuevo que estuviera alguna vez en Praga. Cohen también dijo que no viajó a la Unión Europea en agosto de 2016. McClatchy informó en diciembre de 2018 que un teléfono móvil que se remonta a Cohen había registrado torres de telefonía celular alrededor de Praga a finales del verano de 2016. McClatchy también informó que durante ese tiempo, una agencia de inteligencia de Europa del este había interceptado las comunicaciones entre los rusos, uno de los cuales mencionó que Cohen estaba en Praga.
A fines de enero de 2017, Cohen se reunió con el político opositor ucraniano Andrey Artemenko y Felix Sater en la Regencia Loews en Manhattan para discutir un plan para levantar las sanciones contra Rusia. El plan propuesto requeriría que las fuerzas rusas se retirasen del este de Ucrania y que Ucrania celebrara un referéndum sobre si Crimea debe ser "arrendada" a Rusia por 50 o 100 años. Cohen recibió una propuesta por escrito en un sobre sellado que entregó al entonces Asesor de Seguridad Nacional Michael Flynn a principios de febrero.
El 3 de abril de 2017, Cohen fue nombrado vicepresidente nacional de finanzas del Comité Nacional Republicano. En abril de 2017, Cohen también formó una alianza con Squire Patton Boggs para abogados legales y de cabildeo en nombre de Trump.
En mayo de 2017, en medio de las crecientes investigaciones sobre la presunta interferencia rusa en las elecciones de 2016 en Estados Unidos, dos paneles del Congreso le pidieron a Cohen que proporcionara información sobre cualquier comunicación que tuviera con personas relacionadas con el gobierno ruso. Fue objeto de la investigación de Mueller en 2018.

## Controversias
En enero de 2018 un artículo de Wall Street Journal informó que en octubre 2016, Cohen utilizó Asesores Esenciales LLC para pagar a la actriz de películas pornográficas Stormy Daniels con respecto a un asunto que tenía con Trump en 2006. Cohen dijo en The New York Times en febrero de 2018 que los $ 130 000 fueron pagados a Daniels de su bolsillo propio, que no fue una contribución de campaña, y que no sea reembolsado para hacer él por cualquier The Trump Organization o la campaña de Trump. El Washington Post notó más tarde que, al afirmar que usó su propio dinero para "facilitar" el pago, Cohen no estaba descartando la posibilidad de que Trump, como individuo, reembolsara a Cohen por el pago. En abril de 2018, Trump reconoció por primera vez que Cohen lo representaba en el caso Stormy Daniels, luego de haber negado el conocimiento del pago de $ 130 000.
El 5 de marzo, el Wall Street Journal citó fuentes anónimas que relataban a Cohen diciendo que no había cumplido con dos plazos para pagarle a Daniels porque Cohen "no pudo llegar a Trump en los agitados días finales de la campaña presidencial", y eso después de la elección de Trump, Cohen se había quejado de que no había sido reembolsado por el pago. Cohen describió este informe como fake news.
El 9 de marzo, NBC News informó que Cohen había usado el correo electrónico de The Trump Organization para negociar con Daniels sobre su acuerdo de no divulgación, y que Cohen había usado el mismo correo electrónico de The Trump Organization para tramitar una transferencia de fondos que eventualmente llevaría al pago de Daniels. En respuesta, Cohen reconoció que había transferido fondos de su línea de crédito hipotecario a la LLC y de la LLC al abogado de Daniels. 
En una entrevista con 60 minutos el 25 de marzo de 2018, Daniels dijo que ella y Trump tuvieron relaciones sexuales una vez, y que más tarde había sido amenazada frente a su hija pequeña, y se sintió presionada a firmar un acuerdo de confidencialidad.
El 26 de marzo, David Schwarz, un abogado de Cohen, le dijo a Good Morning America de ABC Studios que Daniels estaba mintiendo en la entrevista de 60 minutos. El abogado de Cohen envió una carta de cese y desistimiento en la que afirmaba que las declaraciones de Daniels constituían una «difamación per se y una imposición intencional de angustia emocional» a Cohen.
Cohen inició un caso de arbitraje privado contra Daniels en febrero de 2018, basado en un acuerdo de no divulgación de octubre de 2016 firmado por Daniels en octubre de 2016, a cambio de $ 130 000. Cohen obtuvo una orden de un árbitro que prohibía a Daniels discutir públicamente su supuesta relación con Trump. Posteriormente, Daniels presentó una demanda en un tribunal federal contra Trump y Cohen, argumentando que el acuerdo de no divulgación es legalmente inválido porque Trump nunca lo firmó, y de igual manera en una rueda de prensa presidencial Trump denominó a Cohen como un estúpido abogado en lo que el público quedó en silencio el respondió tratando de forzar el arbitraje, lo que evitaría el uso público de las actas. En abril de 2018, Cohen presentó una declaración ante el tribunal diciendo que invocaría su Quinta Enmienda. Derecho a no incriminarse en la demanda de Daniels.
El 18 de mayo, los abogados de Cohen presentaron una objeción a la posibilidad de que el abogado de Daniels, Michael Avenatti, la representara en un caso que involucraba a Cohen, alegando que (la objeción) se basaba en las violaciones de las normas éticas y las reglas de los tribunales locales, entre otras cuestiones. Después de la condena de Cohen en agosto de 2018, Trump declaró que el pago a Daniels provino de él personalmente y no de la campaña durante una entrevista con Fox & Friends.

## Investigación federal
A partir de abril de 2018, Cohen estaba bajo una investigación criminal federal por parte del Fiscal de los Estados Unidos para el Distrito Sur de Nueva York.
El 9 de abril de 2018, el FBI allanó la oficina de Cohen en el bufete de abogados Squire Patton Boggs, así como su casa y su habitación de hotel Loews Regency en la ciudad de Nueva York, de conformidad con una orden de registro federal. La orden fue obtenida por la Oficina del Fiscal Federal para el Distrito Sur de Nueva York, cuya unidad de corrupción pública estaba llevando a cabo una investigación. El fiscal interino de los Estados Unidos, Geoffrey Berman fue recusado. El vice Fiscal General Rod Rosensteiny y el director del FBI, Christopher Wray, ambos nombrados por Trump, tenían funciones de supervisión. El FBI obtuvo la orden después de una remisión de la investigación de Robert Mueller en la interferencia de Rusia en las elecciones de 2016 en Estados Unidos, aunque las razones subyacentes para la incursión no fueron revelados. Después de la redada, el bufete de abogados Squire Patton Boggs terminó su relación laboral formal con Cohen.
Los agentes confiscaron correos electrónicos, registros de impuestos, registros comerciales y otros asuntos relacionados con varios temas, incluidos los pagos realizados por Cohen a Stormy Daniels y registros relacionados con la controversia de Trump's Access Hollywood. También se obtuvieron grabaciones de conversaciones telefónicas que Cohen hizo.

## Vida personal
Cohen está casado con la ucraniana Laura Shusterman desde 1994. Tienen una hija llamada Samantha.
Antes de unirse a The Trump Organization, Cohen había adquirido varios apartamentos en los edificios del empresario. 
En 2017, un artículo de New York Times informó que Cohen tiene una inclinación por el lujo; se casó en Pierre, condujo un Porsche mientras asistía a la universidad, e incluso poseyó un Bentley.